# Epidendrum puteum
Epidendrum puteum är en orkidéart som beskrevs av Paul Carpenter Standley och Louis Otho Otto Williams. Epidendrum puteum ingår i släktet Epidendrum och familjen orkidéer.
Artens utbredningsområde är Costa Rica. Inga underarter finns listade i Catalogue of Life.